# 多功房朝
多功 房朝 / 多功 房興（たこう ふさとも / たこう ふさおき）とは、戦国時代の武将。下野国の大名、宇都宮氏の家臣。宇都宮氏庶流の多功氏。多功城城主。父は多功長朝。子に多功秀朝、多功綱継。石見守。闇礫軒。
宇都宮氏の重臣で、父・多功長朝同様、多くの合戦で活躍し、宇都宮氏の勝利を貢献した猛将である。天文18年（1549年）の喜連川五月女坂の戦いに父とともに出陣し、活躍した。
房朝は父が没した後は、後北条氏との合戦で活躍し、元亀3年（1572年）1月に多功城で後北条氏の2000の軍勢と戦い、撃退している。
さらには同年12月に後北条氏が再び多功城に攻め込んだが、佐竹氏の援軍とともにこれを退けた。後北条氏の下野国侵攻を何度も食い止めた。